# Abdusamet Yigit
Abdusamet Yigit (egentligt Abdussamet Yigit) (født 1978), er en kurdisk forfatter, der bor i Norge. Han blev født i landsbyen Xirabê Sosina i provinsen Nisebin i det nordlige Kurdistan. Han studerede historie og filosofi og er forfatter til flere bøger om kurdisk episk. Han skriver om det kurdiske Kurmanji dialekt. Hans bøger, som Feqiye Teyran og Shah Maran, med beskrivelser af kurdisk kultur, historie, religion, tradition og mytologi, er grundlæggende for moderne kurdiske kultur.

## Romaner og historier
- Feqiyê Teyran 1 (2009) roman, 2009 ISBN 978-91-87662-55-3
- Feqiyê Teyran 2nd, 2014 ISBN 978-3-9816686-9-9 Parameter fejl i {{ISBN}}: Fejl i ISBN.
- Feqiyê Teyran 3rd, 2015 ISBN 978-3-9816686-9-7 Parameter fejl i {{ISBN}}: Fejl i ISBN.
- Feqiyê Teyran 4th, 2015 ISBN 978-3-9816686-9-6 Parameter fejl i {{ISBN}}: Fejl i ISBN.
- Destana Kawayê hesinger ("Historien om smeden Kawa", en folkemusik epos) (2009) ISBN 978-91-87662-59-1
- Shah Maran (Sahmaran) (2011)
- Herîrî Eli (Eli Heriri) (2011)
- Çîroken Keçelok 1. (2012)
- Çîrokên Keçelok anden, (2015), ISBN 978-3-9816686-9-8
- Çîrokên Keçelok tredje (2015), ISBN 978-3-9816686-9-0 Parameter fejl i {{ISBN}}: Fejl i ISBN.
- destana dewrêşê Ewdî (2012)
- Qiyakser (»Hvakhshathra« eller »Kyaxares«) (2013) ISBN 978-3-942735-35-3, Verlag Forlag
- Malaye Jaziri, historie, Jul-2013 Verlag Forlag
- I historien om Kurdistan, filosofi og lingvistik (Lingvistik) i den gamle kurdiske samfund, filosofi, 2013 ISBN 978-3-940997-38-4 Parameter fejl i {{ISBN}}: Fejl i ISBN.
- Den gamle Zarathustra, historie, 2013 ISBN 978-3-940997-09-8
- Udvikling af menneskelig intelligens, i 2013, filosofi, ISBN 978-3-942735-33-9
- kurdiske revolution i de 21 's, kaldet "rojava" historie, 2013 ISBN 978-3-940997-27-2
- Livet går leaving i solen Mitra, 2014 historie, ISBN 978-3-942735-20-9
- Den historiske kamp i Kobane, Historie, oktober 2014 ISBN 978-3-9816686-7-4
- Historien om idealisme, filosofi, filosofi, 2014 ISBN 978-3-9816686-9-8
- Historien om filosofi Yazdânism, Filosofi, 2014 ISBN 978-3-9816686-9-8
- Teorien om bevidsthedens estetisme, Filosofi, 2015
- Destana hæm Zere ("Historien om Heme Zere," en folkemusik epos), 2015 ISBN 978-3-9816686-9-1 Parameter fejl i {{ISBN}}: Fejl i ISBN.
- Evina dilên biçûk (Small Valentine Love), 2015 ISBN 978-3-9816686-9-5 Parameter fejl i {{ISBN}}: Fejl i ISBN.